# Mộ Dung Vĩnh
Mộ Dung Vĩnh (tiếng Trung: 慕容永; bính âm: Mùróng Yǒng) (?-394), tên tự Thúc Minh (叔明), là vua thứ 7 và cũng là vua cuối cùng của nước Tây Yên vào thời Ngũ Hồ thập lục quốc trong lịch sử Trung Quốc. Ông là cháu nội của Mộ Dung Vận (慕容運), Mộ Dung Vận là thúc phụ của hoàng đế khai quốc Tiền Yên Mộ Dung Hoảng. Là một thành viên trong hoàng tộc Tiền Yên, ông đã bị buộc phải đến Quan Trung, tức vùng kinh đô của Tiền Tần khi Tiền Tần tiêu diệt Tiền Yên vào năm 370. Ông được thuật lại là phải sống trong cảnh nghèo khó, và ông cùng phu nhân phải sinh sống bằng công việc bán giày.
Mộ Dung Vĩnh có lẽ đã trở thành một tướng của Tây Yên vào năm 384, khi hai thủ lĩnh Mộ Dung Hoằng và Mộ Dung Xung nổi dậy chống lại Tiền Tần. Tuy nhiên, sử liệu đầu tiên nói về các hoạt động của ông là vào năm 386, tức sau khi Mộ Dung Xung bị tướng Hàn Diên (韓延) ám sát và Đoàn Tùy lên làm thủ lĩnh, Mộ Dung Vĩnh cùng một tướng khác là Mộ Dung Hằng (慕容恆) đã cùng tấn công và giết chết Đoàn Tùy, đưa Mộ Dung Nghĩ lên thay thế. Người Tiên Ti sau đó rời bỏ Trường An, kinh đô của Tiền Tần trước đây, và tiến về phía đông để trở lại quê hương. Tuy nhiên, ngay sau đó em trai của Mộ Dung Hằng là Mộ Dung Thao (慕容韜) đã giết chết Mộ Dung Nghĩ, còn Mộ Dung Hằng thì ủng hộ con trai của Mộ Dung Xung là Mộ Dung Dao trở thành thủ lĩnh mới. Mộ Dung Vĩnh cùng với tướng Điêu Vân (刁雲) tấn công Mộ Dung Thao và buộc người này phải chạy trốn đến chỗ Mộ Dung Hằng. Cùng tháng, Mộ Dung Vĩnh giết chết Mộ Dung Dao và đưa con trai của Mộ Dung Hoằng là Mộ Dung Trung lên thay thế.
Tuy nhiên, ba tháng sau đó, Điêu Vân đã giết chết Mộ Dung Trung và ủng hộ Mộ Dung Vĩnh kế vị. Mộ Dung Vĩnh xưng là Hà Đông vương và tìm cách trở thành một chư hầu của Hậu Yên (lúc này do Mộ Dung Thùy cai trị). Mộ Dung Vĩnh cũng cố gắng thương lượng với hoàng đế Phù Phi của Tiền Tần để Phù Phi cho Tây Yên một con đường trở về phía đông, tuy nhiên, Phù Phi đã từ chối và cố chặn đường quân Tây Yên. Mộ Dung Vĩnh đã đánh bại Phù Phi và giết chết thừa tướng Vương Vĩnh (王永) và tướng Thư Cừ Câu Thạch Tử (沮渠俱石子) của Tiền Tần, và trong khi Phù Phi chạy trốn, Mộ Dung Vĩnh đã bắt được hầu hết triều thần cùng với Dương Hoàng hậu. Phù Phi ngay sau đó đã chết dưới tay tướng Phùng Cai (馮該) của Đông Tấn.
Mộ Dung Vĩnh chiếm được lãnh thổ của Phù Phi (gần tương ứng với trung bộ và nam bộ Sơn Tây hiện nay), lập đô tại Trường Tử (長子, nay thuộc Trường Trị, Sơn Tây). Mộ Dung Vĩnh cũng xưng đế tại đây và do đó đã đoạn tuyệt với Mộ Dung Thùy. Ông đã sẵn lòng lập Dương Hoàng hậu của Phù Phi làm phi tần, song bà lại cố dùng một thanh kiếm để giết ông, vì vậy ông đã cho xử tử bà. Do lo ngại cho tính mạng của mình, con trai của Mộ Dung Thùy là Mộ Dung Nhu (慕容柔) và các cháu nội Mộ Dung Thịnh và Mộ Dung Hội, cũng tham gia cuộc di cư của Tây Yên, đã chạy trốn đến kinh thành Trung Sơn (中山, nay thuộc Bảo Định, Hà Bắc) của Hậu Yên. Vào năm 387 hay 388, Mộ Dung Vĩnh đã cho thảm sát tất cả các hậu duệ của Mộ Dung Thùy và Mộ Dung Tuấn tại Tây Yên.
Mộ Dung Vĩnh lúc định cư tại Trường Tử đã tiến hành một số chiến dịch và dường như hài lòng với lãnh địa mà mình đang nắm giữ. Năm 387, ông giao chiến trong một thời gian ngắn với hoàng đế Diêu Trường của Hậu Tần, song không tấn công Diêu Trường một cách nghiêm trọng. Năm 390, ông tiến về thành Lạc Dương của Đông Tấn, song tướng Đông Tấn là Chu Tư (朱序) đã đánh bại ông và buộc ông phải lui quân. Ông lại tấn công Lạc Dương vào năm 391 và lần này lại bị quân Đông Tấn đẩy lùi.
Năm 392, thủ lĩnh Đinh Linh là Địch Chiêu (cha của Trạch Chiêu là Địch Liêu vài năm trước đó đã nổi loạn chống lại Hậu Yên và xưng là "Thiên vương" rồi lập ra nước Địch Ngụy) bị Mộ Dung Thùy bao vây tại kinh thành Hoạt Đài (滑台, nay thuộc An Dương, Hà Nam), và ông ta đã tìm kiếm trợ giúp của Mộ Dung Vĩnh. Tuy nhiên, Mộ Dung Vĩnh lại muốn cho hai bên đánh nhau để Tây Yên có thể đắc lợi nên đã từ chối viện trợ. Tuy vậy, ông không biết được rằng Mộ Dung Thùy có tiềm lực vượt trội so với Địch Chiêu và ông ta đã đè bẹp được Địch Ngụy một cách dễ dàng. Địch Chiêu sau đó chạy đến Tây Yên và được phong tước vương, tuy nhiên một năm sau đó, do nghi ngờ Địch Chiêu làm phản nên Mộ Dung Vĩnh đã giết chết Địch Chiêu.
Năm 393, Mộ Dung Thùy nghe lời khuyên của hoàng đệ Mộ Dung Đức nên đã quyết định tấn công Mộ Dung Vĩnh để chấm dứt các ngờ vực về tính kế thừa hoàng vị Tiền Yên. Vào đầu năm 394, ông ta đã cho quân đội ở vào tư thế sẵn sàng chiến đầu, song đã không tấn công trong vài tháng sau đó. Mộ Dung Vĩnh nghĩ rằng Mộ Dung Thùy sẽ tiến hành một cuộc tấn công đầy mưu mô và đã cố gắng để đoán ra, song Mộ Dung Thùy sau đó lại tiến công theo ba lộ khác nhau, bản thân Mộ Dung Thùy dẫn đại quân tiến về Trường Tử. Mộ Dung Vĩnh đích thân giao chiến với Mộ Dung Thùy song đã thất bại và phải chạy về Trường Tử để thủ thành. Mộ Dung Vĩnh cũng tìm kiếm trợ giúp từ Đông Tấn và Bắc Ngụy, song trước khi quân Đông Tấn và Bắc Ngụy có thể đến nơi thì Trường Tử đã thất thủ, Mộ Dung Thùy đã bắt và giết chết Mộ Dung Vĩnh. Tây Yên diệt vong và lãnh thổ của nước này được sáp nhập vào Hậu Yên.